# Peru na Letních olympijských hrách 1948
Peru se účastnilo Letní olympiády 1948 v Londýně. Zastupovalo ho 41 mužů.

## Medailisté
| Medaile | Jméno         | Sport             | Soutěž                          |
| ------- | ------------- | ----------------- | ------------------------------- |
| Zlato   | Edwin Vásquez | Sportovní střelba | muži 50 metrů libovolná pistole |